# Birla House

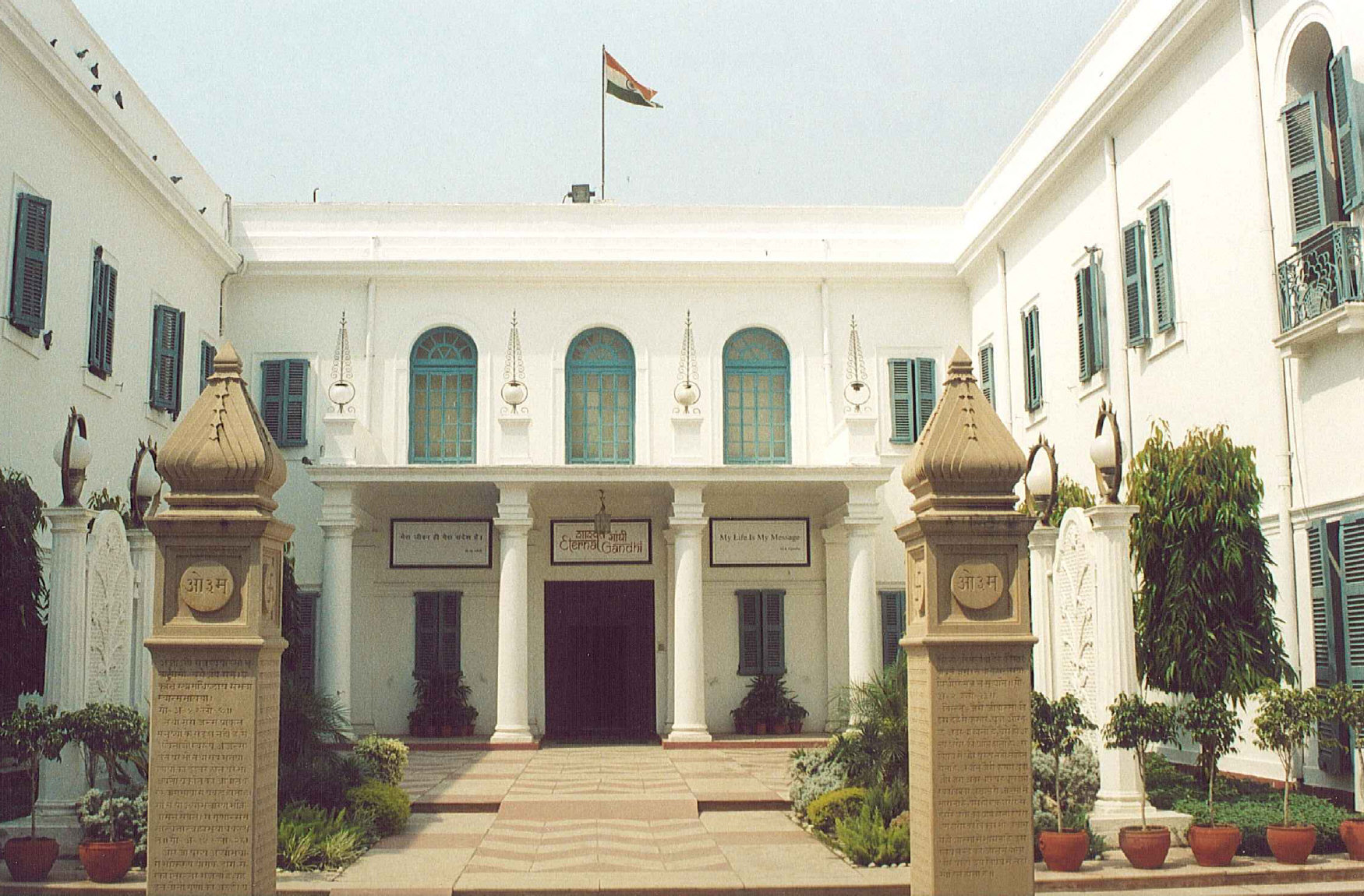
Birla House

Birla House är ett palatsliknande hus i närheten av Connaught Place i New Delhi. Huset uppfördes av och är uppkallat efter företagarfamiljen Birla.
I Birla House tillbringade Mahatma Gandhi de sista 144 dagarna av sitt liv och det var här han mördades. I dag finns här ett museum över Gandhi.